# خانه نایب الملک
خانه نایب الملک (به انگلیسی: Viceroy's House) فیلمی محصول سال ۲۰۱۷ و به کارگردانی گاریندر چادا است. در این فیلم بازیگرانی همچون هیو بونه‌ویل، جیلین اندرسون، مانیش دایال، هما قریشی، دیوید هایمن، مایکل گمبون، سیمون کالو، اوم پوری، سیمون ویلیامز، سارا جین دیاز، روبرتا تیلر، ترنس هاروی و نیکلاس بلین ایفای نقش کرده‌اند.

## چکیده داستان
لرد مونتباتن در سال ۱۹۴۷ به همراه همسر قوی اراده خود ادوینا و دخترش پاملا به خانه نایب الملک در دهلی نو می‌رسد. او به عنوان آخرین نایب الملک هند، مسئول نظارت بر انحلال راج بریتانیا و جایگزینی آن با تأسیس ملت مستقل هند است. مونتباتن تلاش می‌کند در اختلاف بین دو رهبر بزرگ سیاسی هند به نام جواهرلعل نهرو که می‌خواهد هند پس از استقلال به عنوان ملتی یکپارچه باقی بماند و محمد علی جناح که مایل به تأسیس دولت جداگانه مسلمان پاکستان است، میانجی گری کند. در همین حال نوکر تازه‌وارد مونتباتن جیت با آلیای زیبا مواجه می‌شود که پیش از این عاشق او شده بود. آلیا به تحریک جیت ادامه می‌دهد زیرا او هندو است و آلیا مسلمان است؛ آلیا می‌ترسد که پدر علیلش علی را که جیت در جریان دوره حبس به دست بریتانیا کمک کرده بود، ناامید کند.
با شورش‌هایی که در سراسر هند رخ داده، تعداد کمی از سربازان غیر هندی همچنان در رسته‌های ارتشی باقی مانده‌اند و وفاداری سربازان هندی نیز بین سیک، مسلمان و هندو دچار تضاد و اختلال شده‌است، بنابراین انگلیسی‌ها تصمیم می‌گیرند روند استقلال را تسریع کنند. مونتباتن که در ابتدا تحت تأثیر گاندی قرار داشت، چاره کار را در تشکیل یک کشور واحد می‌بیند، اما با تشدید خشونت بین مسلمانان و هندوها با اکراه تجزیه هند را می‌پذیرد. به او تنها چند ماه فرصت داده می‌شود تا با کمک یک وکیل بی تجربه انگلیسی به نام سیریل رادکلیف، یک دولت جداگانه از قلمرو موجود را ایجاد و سازمان دهی کند.